# Blodsvept
Blodsvept (în românește Acoperit de sânge) este cel de-al șaselea album de studio al formației Finntroll.
Acest album a fost lansat în trei variante:
- varianta care include doar albumul[1]
- ediția limitată care include albumul plus o manșetă cu logoul formației, un ecuson magnetic și o broșură extinsă[2] care conține câte un desen pentru fiecare melodie în parte[3]
- variantele pe disc vinil alb, maro, roșu și verde care includ albumul plus două melodii bonus (pe disc separat)[4][5][6][7]

## Lista pieselor
1. "Blodsvept" (Acoperit de sânge) - 04:29
2. "Ett folk förbannat" (O rasă blestemată) - 03:23
3. "När jättar marschera" (Când giganții mărșăluiesc) - 04:07
4. "Mordminnen" (Amintiri despre crimă) - 03:24
5. "Rösets kung" (Regele tumulului) - 03:15
6. "Skövlarens död" (Moartea risipitorilor) - 03:44
7. "Skogsdotter" (Fiica pădurii) - 04:53
8. "Häxbrygd" (Poțiunea vrăjitoarei) - 03:52
9. "Två ormar" (Doi șerpi) - 03:17
10. "Fanskapsfylld" (Diabolic) - 02:59
11. "Midvinterdraken" (Dragonul miezului iernii) - 05:37

### Piesele bonus incluse pe edițiile vinil
1. "Can You Forgive Her?"[8] - 04:20
2. "Insects"[9] - 04:47

## Personal
- Vreth - vocal
- Routa - chitară
- Skrymer - chitară
- Trollhorn - sintetizator
- Tundra - chitară bas
- Beast Dominator - baterie
- Virta - sintetizator
- Katla - versuri

## Clasament
| Țara     | Poziția |
| -------- | ------- |
| Elveția  | 79      |
| Finlanda | 10      |
| Franța   | 176     |
| Germania | 73      |
| Suedia   | 40      |